# Nastri d'argento 2025
Els Nastri d'argento 2025 foren la 80a edició de l'entrega dels premis Nastro d'Argento (Cinta de plata) que va tenir lloc el 16 de juny de 2025. Van tenir lloc al MAXXI - Museo nazionale delle arti del XXI secolo de Roma.
Els Corti d'argento es van celebrar el 14 d'abril de 2025 al cinema Caravaggio di Roma.

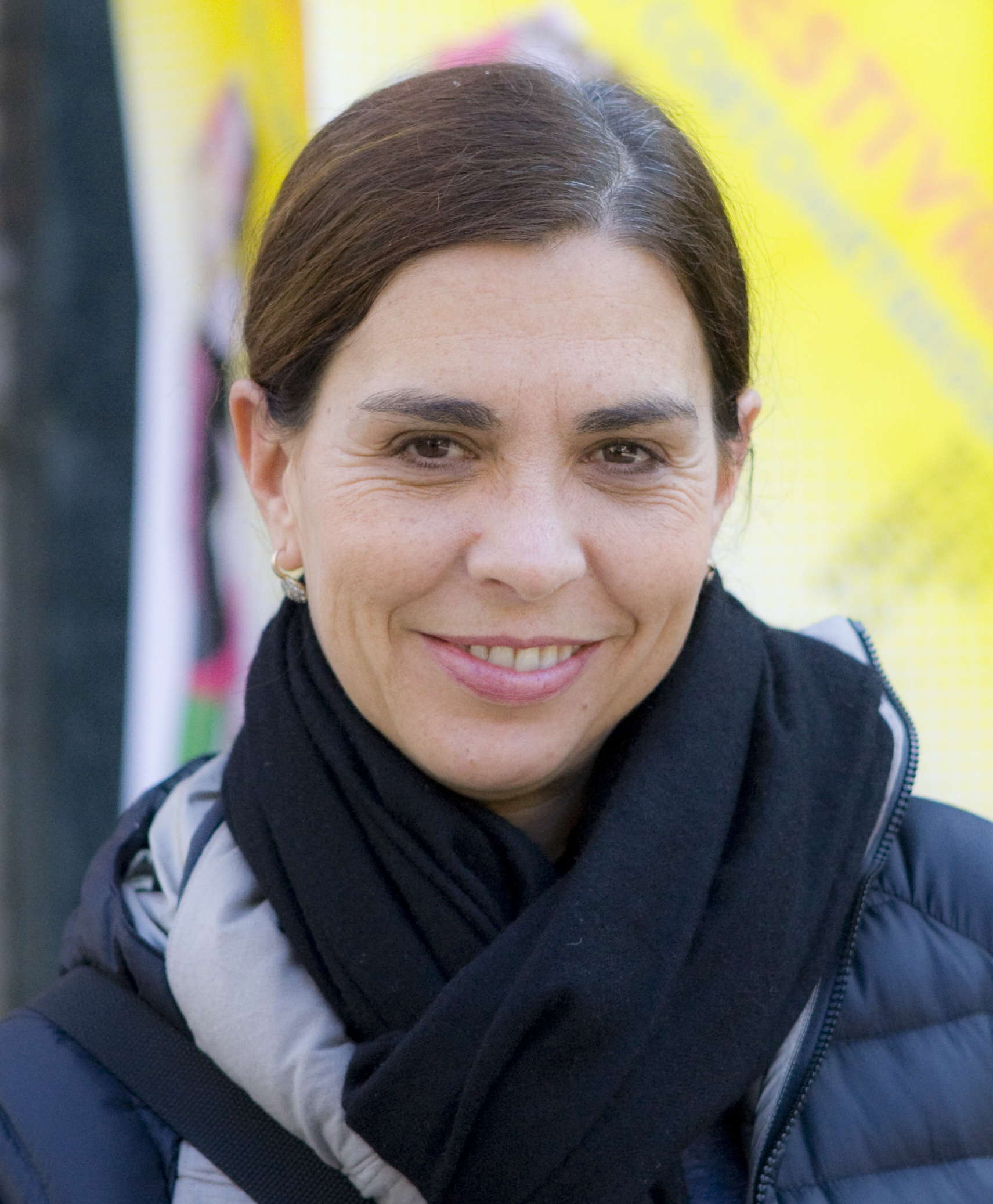
Francesca Comencini, directora de la millor pel·lícula i premi al millor guió

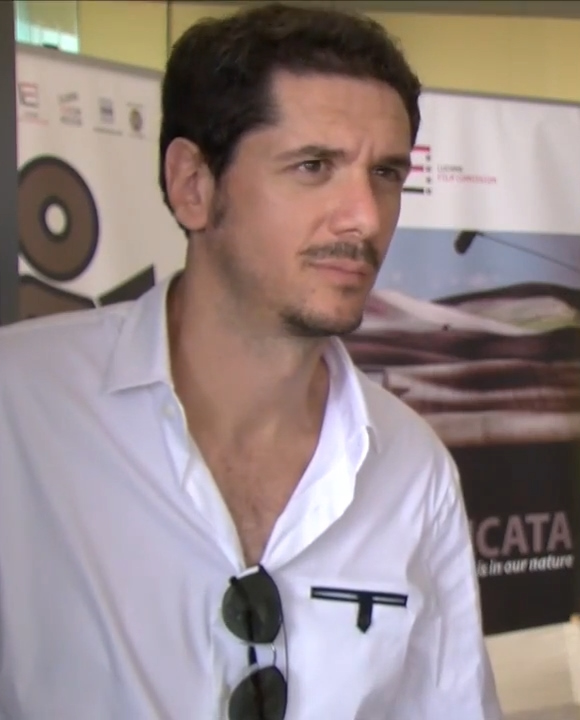
Gabriele Mainetti, premi al millor director

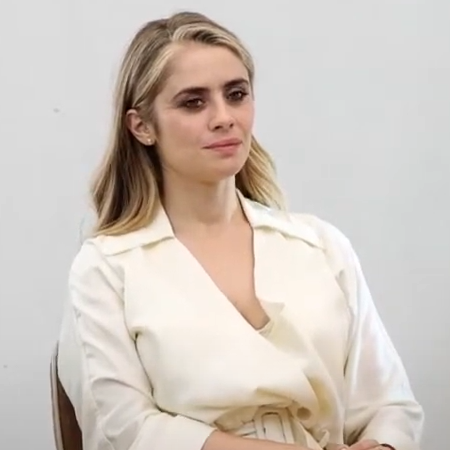
Greta Scarano, millor directora novell

## Guanyadors i candidats
Els guanyadors s'indiquen en negreta, seguits de la resta de candidats.

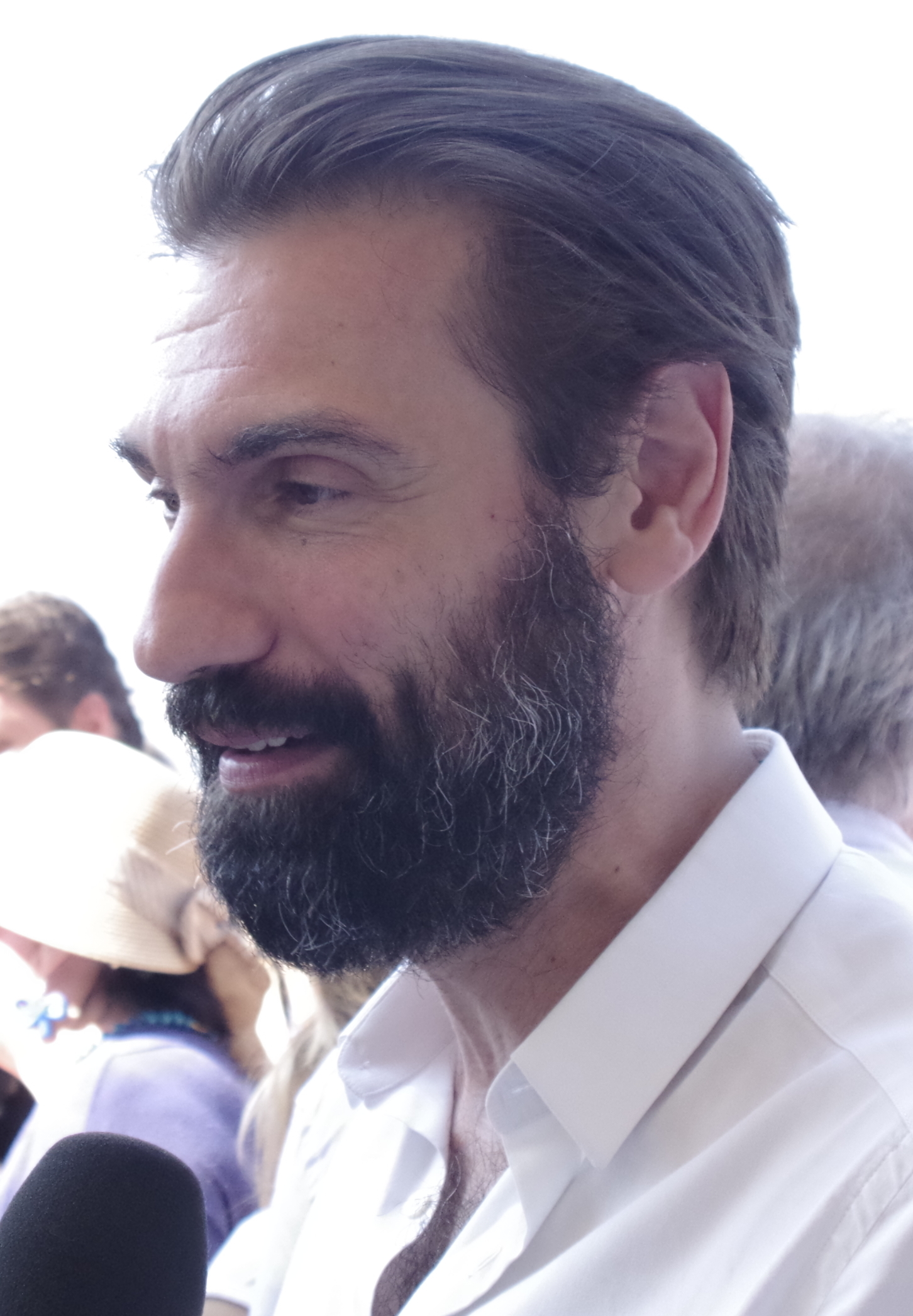
Fabrizio Gifuni, premi al millor actor

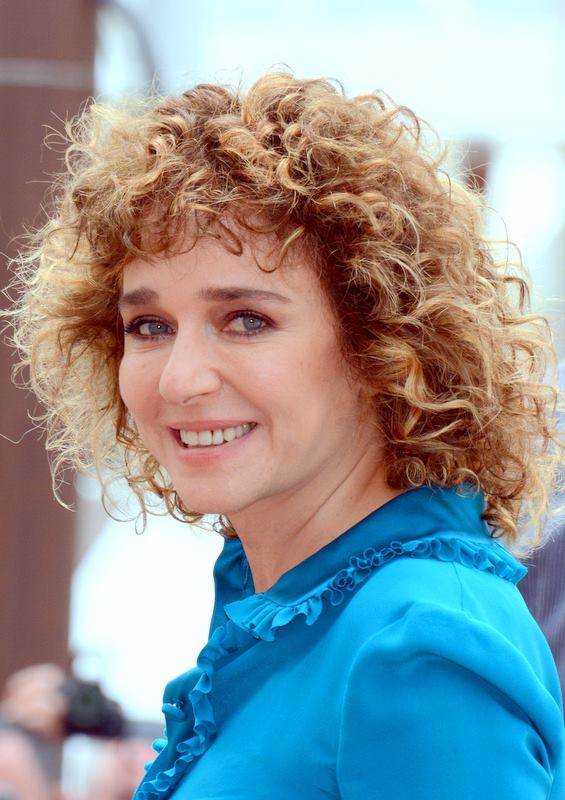
Valeria Golino, premi a la millor actriu (ex-aequo)

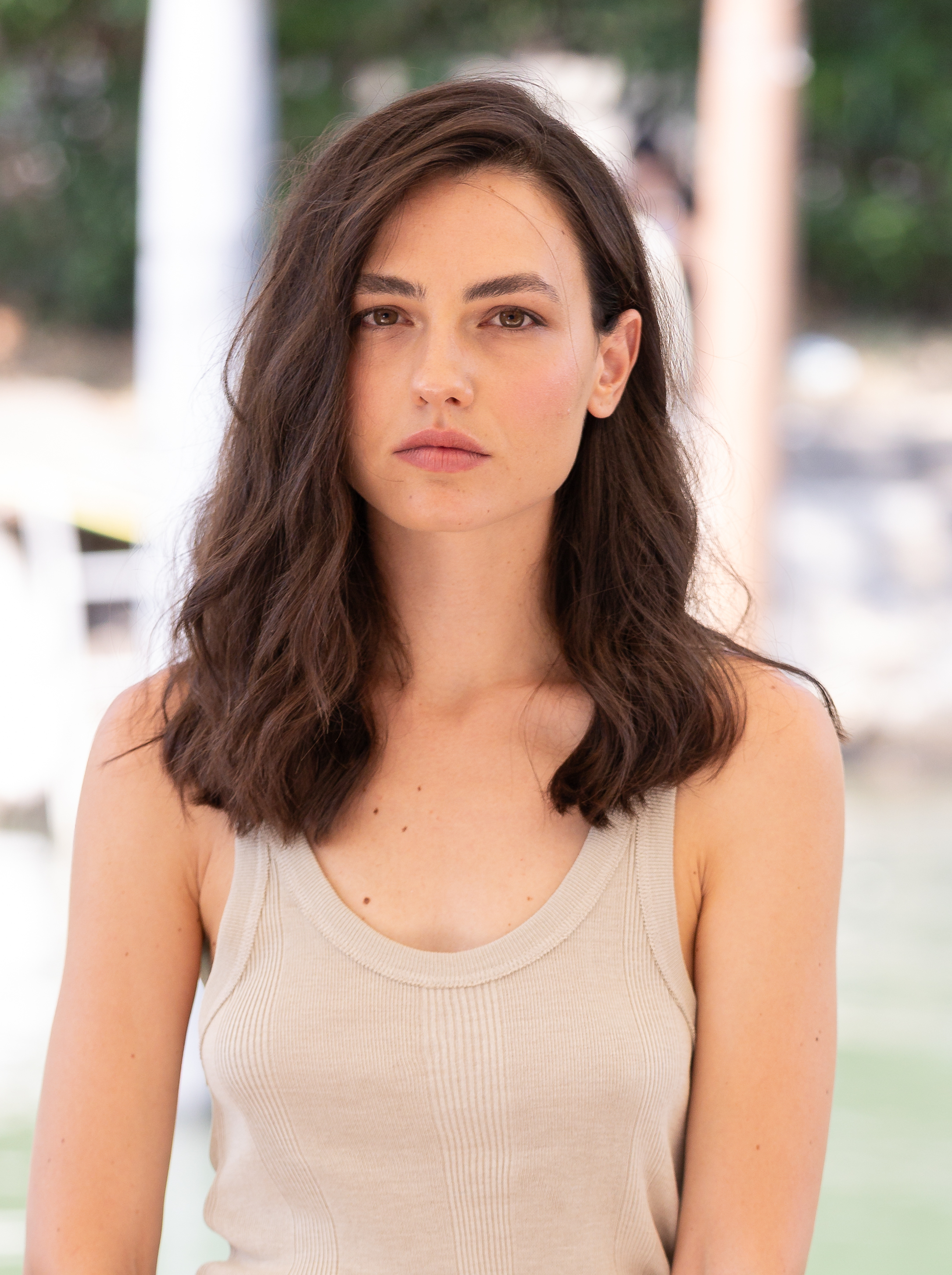
Romana Maggiora Vergano, premi a la millor actiu (ex-aequo)

### Millor pel·lícula
- Il tempo che ci vuole, dirigida per Francesca Comencini
- Berlinguer - La grande ambizione, dirigida per Andrea Segre
- Fuori, dirigida per Mario Martone
- Le assaggiatrici, dirigida per Silvio Soldini
- Napoli - New York, dirigida per Gabriele Salvatores
- Parthenope, dirigida per Paolo Sorrentino
- Vermiglio, dirigida per Maura Delpero

### Millor director
- Gabriele Mainetti – La città proibita
- Pupi Avati – L'orto americano
- Francesca Comencini – Il tempo che ci vuole
- Francesco Costabile – Familia
- Maura Delpero – Vermiglio
- Mario Martone – Fuori
- Paolo Sorrentino – Parthenope

### Millor director novell
- Greta Scarano – La vita da grandi
- Umberto Contarello – L'infinito
- Giovanni Esposito – Nero
- Tommaso Iannoni – Il sogno dei pastori
- Edgardo Pistone – Ciao bambina
- Mimmo Verdesca – Per il mio bene
- Luca Zingaretti – La casa degli sguardi

### Millor pel·lícula de comèdia
- Follemente, dirigida per Paolo Genovese
- Cortina Express, dirigida per Eros Puglielli
- Diva Futura, dirigida per Giulia Louise Steigerwalt
- La storia del Frank e della Nina, dirigida per Paola Randi
- U.S. Palmese, regia dei Manetti Bros.

### Millor argument
- Enrico Audenino i Valerio Mastandrea – Nonostante
- Enrico Maria Artale – El paraíso
- Claudio Giovannesi i Maurizio Braucci – Hey Joe
- Ivano De Matteo – Una figlia
- Alessandro Cassigoli – Vittoria

### Millor guió
- Francesca Comencini – Il tempo che ci vuole
- Gianni Amelio e Alberto Taraglio – Campo di battaglia
- Mario Martone e Ippolita Di Majo – Fuori
- Roberto Andò, Ugo Chiti i Massimo Gaudioso – L'abbaglio
- Paolo Sorrentino – Parthenope

### Millor actor protagonista
- Fabrizio Gifuni – Il tempo che ci vuole
- Elio Germano – Berlinguer - La grande ambizione
- Claudio Santamaria – Il nibbio
- Filippo Scotti – L'orto americano
- Toni Servillo – Iddu - L'ultimo padrino

### Millor actriu protagonista
- Valeria Golino – Fuori (ex aequo)
- Romana Maggiora Vergano – Il tempo che ci vuole(ex aequo)
- Marianna Fontana – Luce
- Martina Scrinzi – Vermiglio
- Federica Vincenti – Eterno visionario

### Millor actor no protagonista
- Francesco Di Leva – Familia
- Roberto De Francesco – L'orto americano
- Pierfrancesco Favino – Napoli - New York
- Silvio Orlando – Parthenope
- Paolo Pierobon – Berlinguer - La grande ambizione i La vita accanto

### Millor actriu no protagonista
- Matilda De Angelis i Elodie – Fuori (ex aequo)
- Sonia Bergamasco – Il nibbio
- Sabrina Ferilli – La città proibita
- Federica Rosellini – Campo di battaglia
- Stefania Sandrelli – Per il mio bene

### Millor actor en una pel·lícula de comèdia
- Yuri Tuci – La vita da grandi (ex aequo)
- Pietro Castellitto – Diva Futura (ex aequo)
- Edoardo Leo – Follemente e 30 notti con il mio ex
- Rocco Papaleo – U.S. Palmese
- Alessandro Siani i Leonardo Pieraccioni – Io e te dobbiamo parlare

### Millor actriu en una pel·lícula de comèdia
- Pilar Fogliati – Follemente
- Matilde Gioli – Fatti vedere
- Lucia Mascino – Una terapia di gruppo
- Micaela Ramazzotti – 30 notti con il mio ex
- Barbara Ronchi – Diva Futura

### Millor fotografia
- Daria D'Antonio – Parthenope
- Luan Amelio – Campo di battaglia
- Cesare Bastelli – L'orto americano
- Paolo Carnera – La città proibita i Fuori
- Daniele Ciprì – Hey Joe

### Millor escenografia
- Tonino Zera – Hey Joe
- Andrea Castorina – La città proibita
- Paola Comencini – Il tempo che ci vuole
- Carmine Guarino – Fuori e Parthenope
- Rita Rabassini – Napoli - New York

### Millor vestuari
- Massimo Cantini Parrini – Hey Joe
- Maria Rita Barbera – L'abbaglio
- Daria Calvelli – Il tempo che ci vuole
- Andrea Cavalletto – Iddu - L'ultimo padrino
- Carlo Poggioli – Parthenope

### Millor muntatge
- Cristiano Travaglioli – Familia e Parthenope
- Francesca Calvelli e Stefano Mariotti – Il tempo che ci vuole
- Carlotta Cristiani e Giorgio Garini – Le assaggiatrici
- Francesco Di Stefano – La città proibita
- Jacopo Quadri – Berlinguer - La grande ambizione i Fuori

### Millor so en directe
- Angelo Bonanni – La città proibita i Hey Joe
- Gianluca Costamagna – Familia
- Mario Iaquone e Emanuele Giunta – Una figlia
- Maricetta Lombardo – Fuori
- Umberto Montesanti – Follemente

### Millor banda sonora
- Lele Marchitelli – Parthenope
- Fabio Amurri – La città proibita
- Fabio Capogrosso – Il tempo che ci vuole
- Colapesce – Iddu - L'ultimo padrino
- Carmen Consoli – L'amore che ho

### Millor cançó
- Canta ancora (Il ragazzo dai pantaloni rosa), interpretada per Arisa, lletra d’Arisa, música d’Arisa i Giuseppe Barbera
- E sì arrivata pure tu (Parthenope), música, lletra i interpretació de Valerio Piccolo
- Follemente (Follemente), música, lletra i interpretació de Levante
- La malvagità (Iddu - L'ultimo padrino), música, lletra i interpretació de Colapesce
- L'avresti detto mai (30 notti con il mio ex), interpretada per Malika Ayane, lletra de Malika Ayane i Pacifico, música de Malika Ayane, Andrea Bonomo i Luigi De Crescenzo

### Millor director de càsting
- Laura Lenghi i Sara Labidi – Le assaggiatrici i Il tempo che ci vuole
- Stefanella Marrama – Berlinguer - La grande ambizione
- Anna Cesareni – Familia
- Paola Di Florio i Raffaele Carpentieri – Fuori
- Francesco Venditti – Napoli - New York

### Premis especials

#### Nastro d'argento de l'any
- Diamanti, dirigida per Ferzan Özpetek

#### Nastro d'argento especial
- Luca Zingaretti - La casa degli sguardi

#### Nastro d'argento menció especial
- Anne Riitta Ciccone - Gli immortali

#### Premi Guglielmo Biraghi
- Celeste Dalla Porta - ''Parthenope''
- Francesco Gheghi - Familia

#### Premi Fondazione Claudio Nobis
- Gianmarco Franchini - La casa degli sguardi

#### Premi Nino Manfredi
- Barbara Ronchi

#### Premi Graziella Bonacchi
- Rachele Potrich - Vermiglio

#### Premi Nuovo Imaie
- Ludovica Nasti - La storia del Frank e della Nina
- Samuele Carrino - Il ragazzo dai pantaloni rosa

#### Nastro d'argento SIAE al guió
- Andrea Segre i Marco Pettenello - Berlinguer - La grande ambizione

#### Premi BNL BNP Paribas
- Familia, dirigida per Francesco Costabile

## Corti d'argento
Les nominacions es van anunciar el 9 d'abril de 2024. Els guanyadors apareixen en negreta, seguits dels altres nominats.

### Ficció
- Marcello de Maurizio Lombardi
- La confessione de Nicola Sorcinelli
- Majoneze de Giulia Grandinetti
- Mignolo de Gianluca Granocchia
- Pinocchio reborn de Matteo Cirillo

### Animació
- Playing God de Matteo Burani
- Dagon de Paolo Gaudio
- Dark globe de Donato Sansone
- Nè una nè due de Lucia Catalini
- Supersilly de Veronica Martiradonna

### Premis especials

#### Premi especial
- Mercato libero de Giuseppe Cacace per la seva atenció als problemes socials i la vulnerabilitat de la gent gran

#### Millor opera prima
- La buona condotta de Francesco Gheghi

#### Millor comèdia
- Un lavoretto facile facile de Giovanni Boscolo

#### Nastro especial al debut com a director
- Sorveglianze de Guido Pontecorvo

#### Nastro especial a la millor interpretació
- Vincenzo Nemolato per Sharing is caring

#### Nastro especial a l'experimentació
- The Eggregores’ Theory d’Andrea Gatopoulo

#### Nastro especial a la qualitat de la direcció i la sensibilitat de l'estil narratiu
- A domani d’Emanuele Vicorito